# Игнатий (Шангин)
Епископ Игнатий (в миру Иван Андреевич Шангин или Шалгин или Шамгин; ум. 26 марта 1718, Соловецкий монастырь) — епископ Русской православной церкви, епископ Тамбовский и Козловский.

## Биография
Впервые упоминается в документах Рязанского архиерейского дома в 1676 году как «домовый иеродиакон» митрополита Рязанского.
К 1684 года являлся игуменом Радовицкого Никольского монастыря Рязанской епархии.
30 октября 1687 года митрополит Рязанский Авраамий назначил Игнатия настоятелем Рязанского Солотчинского монастыря в сане архимандрита.
При архимандрите Игнатии над главным входом в монастырь были устроены Святые ворота с небольшой надвратной церковью Иоанна Предтечи (1695). Она представляет собой сооружение «четверик на восьмерике» на въездных воротах, украшенных пучками колонн по углам и висячей гирькой в арке.
Переписывался со многими знатными лицами: с царевной Софьей Алексеевной, с князьями Черкасскими, Голицыными. Письма архимандрита Игнатия в основном содержат просьбы о средствах на строительство и на украшение монастырских храмов. Архимандрит Игнатий подавал прошения царям Иоанну и Петру о выдаче новых жалованных грамот Солотчинскому монастырю взамен данной в 1556 году царём Иоанном IV Васильевичем, «совершенно ветхой и исписавшейся при прежних царях», и взамен утраченной грамоты царя Михаила Феодоровича. С 1691 года в Солотчинском монастыре велась вкладная книга, в которую были записаны пожертвования в обитель, начиная с великих Рязанских князей и княгинь.
21 ноября 1698 года был хиротонисан во епископа Тамбовского и Козловского.
Попал под влияние Григория Талицкого, который заговорил о Петре Первом как антихристе и взялся проповедовать скорый конец света. Когда Талицкий был схвачен и осуждён, то он дал показание, что преосвященный Игнатий присылал ему деньги и просил выслать тетради, в которых было записано о пришествии антихриста.
Павел Строев и другие исследователи указывают в качестве даты ареста епископа Игнатия 23 августа 1699 года, но это противоречит документам: 30 ноября 1699 года патриарх Адриан упоминал Игнатия как епископа, кроме того, дело Талицкого началось в 1700 году. 23 августа 1700 года Тамбовскую епархию упразднили, её территория перешла под управление Местоблюстителя Патриаршего престола митрополита Рязанского Стефана.
В 1701 году лишён сана и сослан в тюрьму Соловецкого монастыря. В грамоте архиепископа Холмогорского Афанасия (Любимова) от 22 декабря 1701 года говорится, что «расстрига Ивашко Шангин (Игнатий)» должен быть помещён в монастыре в Головленкову башню и держать его там следует «до кончины живота его неисходно».
Епископ Игнатий был заточён в «каменный мешок», расположенный в Головленковской башне. Помещение, куда он был заточён, было устроено в толще каменной кладки башни и не имело окна, выходившего наружу, и предназначалось для хранения пороха во время осады. Сохранилось описание, сделанное в 1880-х годах историком Михаилом Колчиным: «В узком проходе для лестницы, ведущей наверх башни, находится дверь, обитая войлоком, ведущая в каменное помещение аршина два длины, полтора ширины и три высоты [1,4 м на 1,05 м и на 2,1 м]. У одной стены выкладена кирпичная лавочка шириною поларшина. Маленькое окошечко, достаточное лишь для того, чтобы протянуть руку, выходит на темную лестницу, и в былое время служило не для освещения, а для подачи пищи узнику. В таком мешке нет возможности лечь и несчастный узник д. б. года (…) спать в полусогнутом положении».
Умер в Соловецком монастыре 26 марта 1718 года. Похоронен возле Спасо-Преображенского собора.

## Политическое значение
Дело епископа Игнатия стало важным политическим прецедентом начала эпохи петровских преобразований. Прежде епископа мог судить только церковный суд под руководством патриарха; требование представить епископа перед светским судом было вопиющим нарушением норм старомосковской законности. Патриарх Адриан, занимавшийся первым расследованием дела, отказался извергнуть Игнатия из сана; после его смерти в октябре 1700 года митрополит Нижегородский Исаия, следовавший за ним по старшинству, также отказался это делать. Лишь в 1701 году, когда царь поставил местоблюстителем своего любимца Стефана Яворского, удалось собрать Собор иерархов, постановивший извергнуть Игнатия из сана, и передать его, расстригу, в руки Преображенского приказа. Казус епископа Игнатия открыл череду событий, постепенно усиливавших взаимное охлаждение между царём и духовной властью и приведших в 1721 году к окончательному упразднению патриаршества. Реакция на это дело современников, в том числе таких просвещённых, как князь Борис Куракин, была крайне неоднозначной.